# ميريام سلاتر
ميريام سلاتر (بالإنجليزية: Miriam Slater)‏ هي رسامة أمريكية، ولدت في 9 فبراير 1952.